# Ганна (Люблінське воєводство)
Ганна (пол. Hanna) — село в Польщі, у гміні Ганна Володавського повіту Люблінського воєводства. Населення — 719 осіб (2011).

## Історія

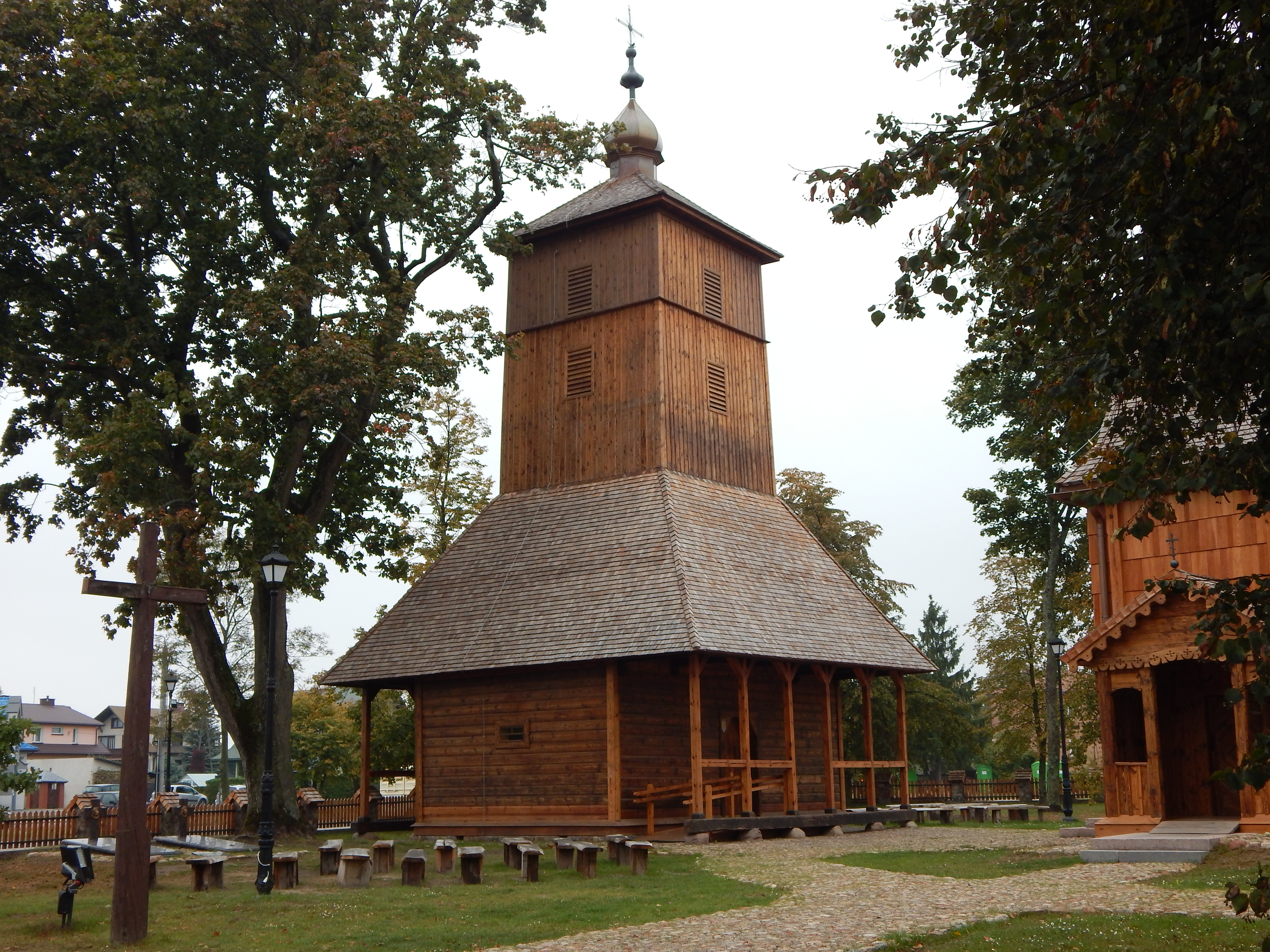
Дзвінниця

1726 року вперше згадується церква в селі.
За даними етнографічної експедиції 1869—1870 років під керівництвом Павла Чубинського, у селі переважно проживали греко-католики, які розмовляли українською мовою.
У міжвоєнні 1918—1939 роки польська влада в рамках великої акції руйнування українських храмів на Холмщині і Підляшші перетворила місцеву православну церкву на римо-католицький костел.
Під час Другої світової війни в селі відновилося українське життя. На 1941 рік діяла українська школа, бібліотека, кооператив, волосний уряд, молочарня та пошта. У 1943 році в селі мешкало 490 українців та 366 поляків.
Частину українського населення села було депортовано з Польщі до УРСР до червня 1946 року, проте деякі українці переховувалися і уникли переселення. У 1947 році під час операції «Вісла» польська армія виселила з Ганни на приєднані до Польщі північно-західні терени 221 українця.
У 1975—1998 роках село належало до Білопідляського воєводства.

## Населення
Демографічна структура станом на 31 березня 2011 року:
|          | Загалом | Допрацездатний вік | Працездатний вік | Постпрацездатний вік |
| -------- | ------- | ------------------ | ---------------- | -------------------- |
| Чоловіки | 361     | 81                 | 246              | 34                   |
| Жінки    | 358     | 65                 | 212              | 81                   |
| Разом    | 719     | 146                | 458              | 115                  |